# Oxid thallný
Oxid thallný (Tl2O) je černý hygroskopický prášek tající při teplotě 579 °C, v tavenině silně leptající sklo.[zdroj?]

## Chemické reakce
S vodou reaguje za vzniku nažloutlého roztoku hydroxidu thallného (TlOH).
Lze ho připravit zahříváním TlOH nebo Tl2CO3 v nepřítomnosti vzduchu.
2 TlOH → Tl2O + H2O
Tl2CO3 → Tl2O + CO2
Reakcí s oxidem uhelnatým lze z oxidu thallného snadno připravit kovové thallium.

## Použití
Oxid thallný se využívá jako přísada do optických skel s vysokým indexem lomu.[zdroj?]
Probíhá také výzkum jeho využití v oblasti vysokoteplotních supravodičů.